# Římskokatolická farnost Planá nad Lužnicí
Římskokatolická farnost Planá nad Lužnicí je územním společenstvím římských katolíků v rámci táborského vikariátu českobudějovické diecéze.

## O farnosti

### Historie
V roce 1357 je v Plané připomínána plebánie. Ta v pozdější době zanikla a až v 17. století byla zde zřízena farnost.

### Současnost
Farnost je administrována ex currendo z Tábora.
| Fotografie | Kostel                        | Místo             | Bohoslužba             | Bohoslužba             | Poznámka     |
| ---------- | ----------------------------- | ----------------- | ---------------------- | ---------------------- | ------------ |
|            | Kostel sv. Václava            | Planá nad Lužnicí | neděle                 | 8.00                   | farní kostel |
|            | Kaple Nanebevzetí Panny Marie | Zhoř u Tábora     | neslouží se pravidelně | neslouží se pravidelně | obecní kaple |